# Distichopora livida
Distichopora livida is een hydroïdpoliep uit de familie Stylasteridae. De poliep komt uit het geslacht Distichopora. Distichopora livida werd in 1880 voor het eerst wetenschappelijk beschreven door Tenison-Woods. 